# Normandia (género)
Normandia (género) é um género botânico pertencente à família Rubiaceae...